# Antiguo Palacio Real (Atenas)
El Antiguo Palacio Real (en griego: Παλαιά Ανάκτορα) es el primer palacio real de la Grecia moderna, concluido en 1843. Alberga el Consejo de los Helenos, el parlamento griego, desde 1934. El Antiguo Palacio está situado en el corazón de Atenas, frente a la plaza Síntagma.

## Historia
El palacio fue construido por el arquitecto bávaro Friedrich von Gärtner para el rey Otón I de Grecia y su esposa, la reina Amalia, con fondos donados por el padre de Otón, el rey Luis I de Baviera. Las propuestas iniciales seleccionaron varias  posibles ubicaciones para el palacio, como la Plaza Omonia, Cerámico e incluso la cima de la Acrópolis de Atenas.

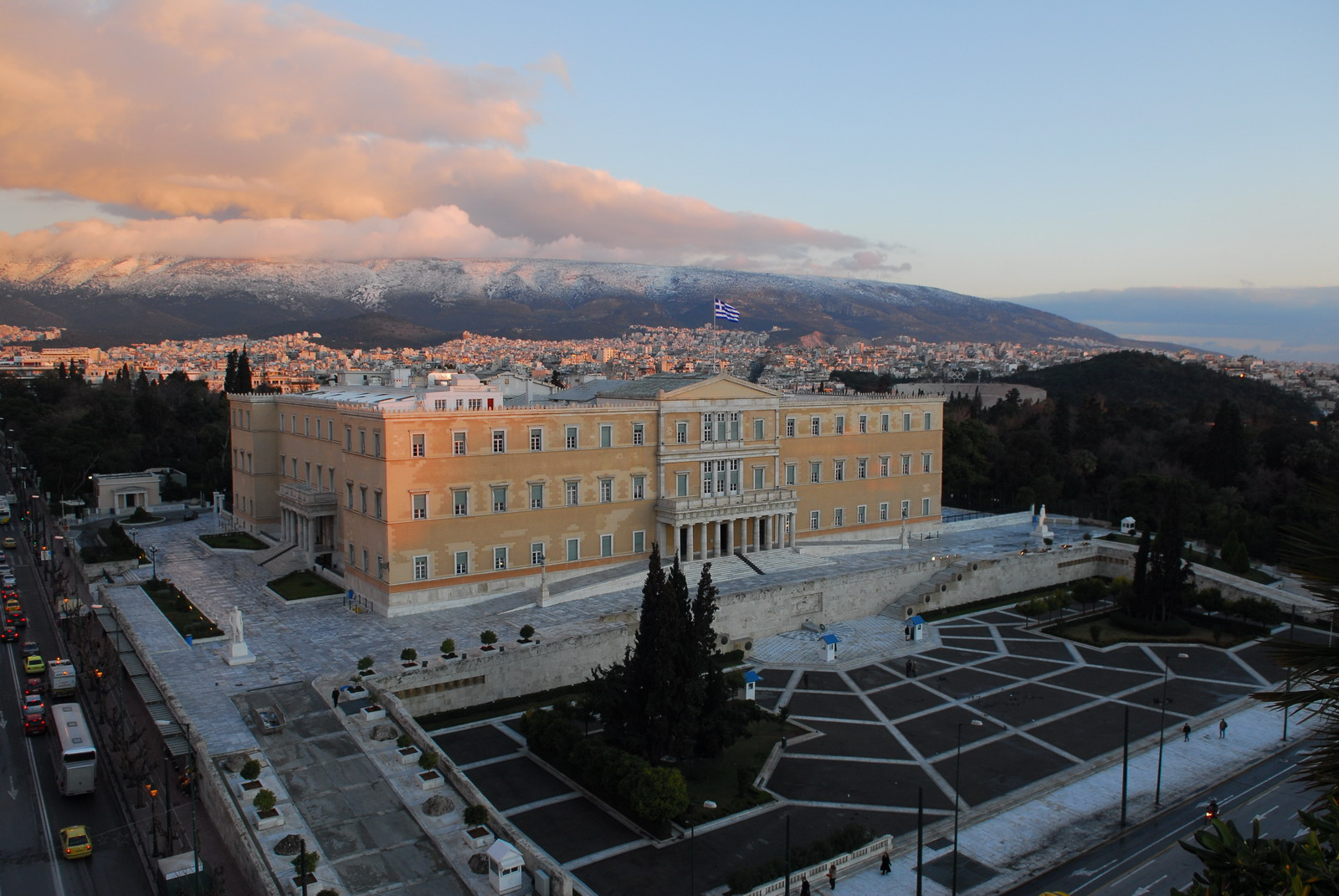
El Antiguo Palacio Real visto desde el aire.

Las obras se iniciaron en 1836 y fueron concluidas en 1843. Como el edificio sirvió originalmente como un palacio para los monarcas griegos por cerca de un siglo, a veces recibe la denominación de "Palacio Viejo".
Tras sufrir un incendio en 1909, entró en un largo periodo de restauración. Durante las reformas, el rey y la familia real griega se trasladaron al Palacio del Príncipe Heredero, hoy Palacio Presidencial, que a partir de ese momento pasó a conocerse como el "Nuevo Palacio", a apenas una manzana de distancia de este, en la Calle Herodou Attikou, al este.
Algunos miembros de la realeza, principalmente la reina Olga, continuaron residiendo en el "Palacio Viejo" hasta 1922. En 1924, un referéndum abolió la monarquía. El edificio pasó entonces a emplearse para muchos propósitos diferentes, albergando una variedad de servicios públicos y gubernamentales en la década de 1920: un hospital improvisado durante la Segunda Guerra Mundial, un albergue para refugiados griegos de Asia Menor en 1922, un museo con los objetos personales de Jorge I de Grecia (ahora parte de la colección del Museo Histórico Nacional de Atenas), y otros usos.
En noviembre de 1929, el gobierno decidió que el edificio pasaría a ser sede permanente del parlamento del país, el Consejo de los Helenos. Tras reformas más amplias, el Senado se reunió en el Palacio Antiguo el 2 de agosto de 1934, seguido por la Quinta Asamblea Nacional el 1 de julio de 1935. Aunque la monarquía se restauró ese mismo año, el edificio continuó siendo la sede del Parlamento desde entonces.